# Kathedrale von Caltanissetta

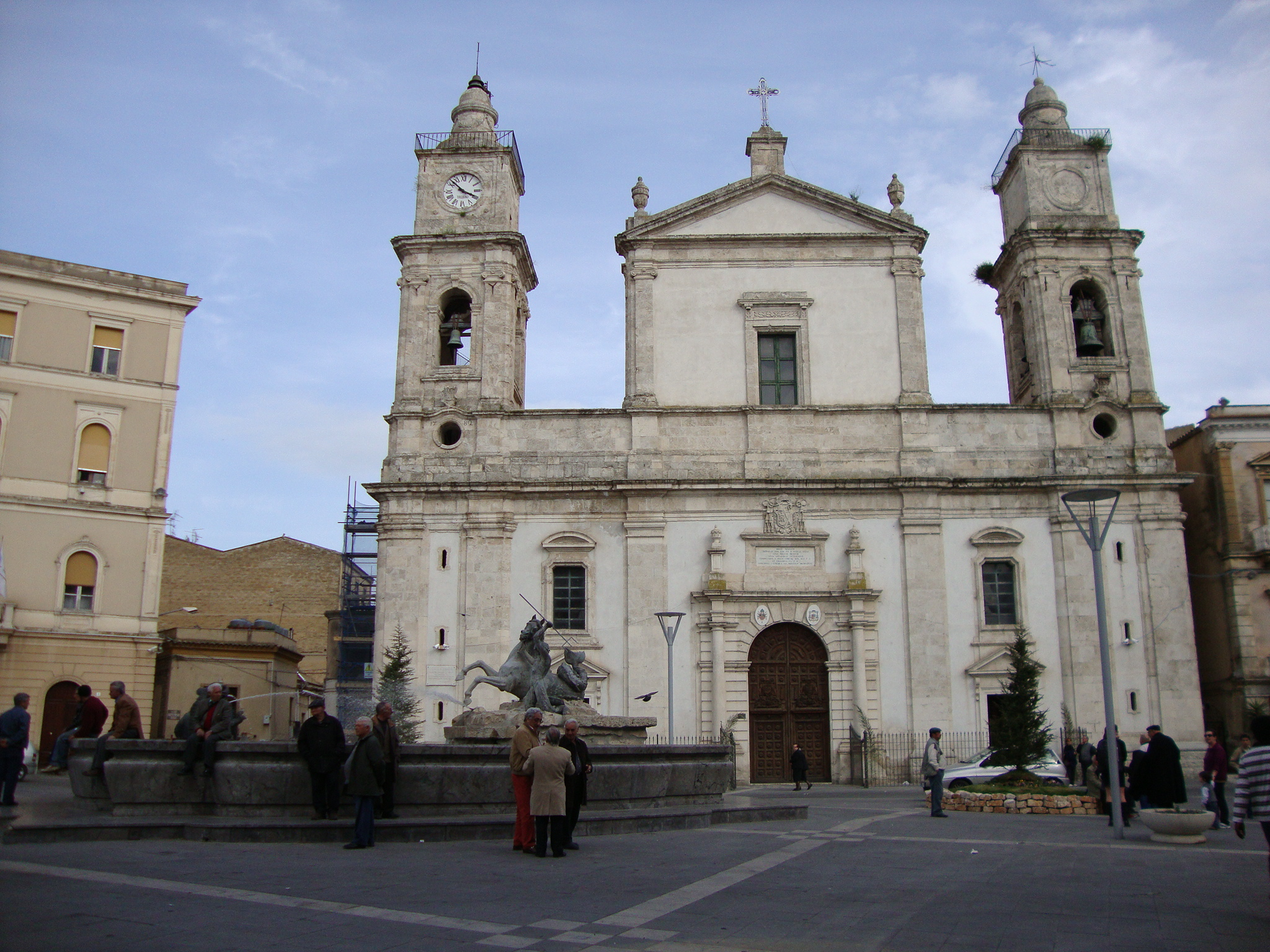
Kathedrale von Caltanissetta

Die Kathedrale Santa Maria la Nova  in Caltanissetta ist die Kathedrale des Bistums Caltanissetta, einer Diözese der Kirchenprovinz Agrigent in der Kirchenregion Sizilien der Römisch-Katholischen Kirche.
Der Bau zog sich von 1570 bis 1662 hin, die Fassade wurde 1840 hinzugefügt. Aus der Zeit danach stammen Kuppel, Transept und Teile der Apsis. Das Gewölbe des Hauptschiffs wurde 1720 von Wilhelm Borremans ausgemalt. Kriegsbedingte Schäden wurden restauriert. Auf der rechten Seite des Hauptschiffs befindet sich eine Orgel von 1601. 
Sie liegt an der Piazza Garibaldi im Zentrum der Stadt. Seit 1844 ist die Kirche Kathedrale des Bistums Caltanissetta.